# Новий Фольварк (Свентокшиське воєводство)
Новий Фольварк (пол. Nowy Folwark) — село в Польщі, у гміні Бусько-Здруй Буського повіту Свентокшиського воєводства.
Населення — 330 осіб (2011).
У 1975-1998 роках село належало до Келецького воєводства.

## Демографія
Демографічна структура на день 31 березня 2011 року:
|          | Загалом | Допрацездатний вік | Працездатний вік | Постпрацездатний вік |
| -------- | ------- | ------------------ | ---------------- | -------------------- |
| Чоловіки | 169     | 34                 | 124              | 11                   |
| Жінки    | 161     | 28                 | 101              | 32                   |
| Разом    | 330     | 62                 | 225              | 43                   |